# The Sun and The Moon
The Sun and The Moon es el segundo álbum de estudio de la banda de rock de Nueva York, The Bravery. El álbum fue producido por Brendan O'Brien y publicado en los Estados Unidos el 22 de mayo de 2007. El título del álbum proviene de las canciones Angelina y The Ocean.

## Lista de canciones
| N.º | Título                            | Duración |  |
| 1.  | «Intro»                           | 0:28     |  |
| 2.  | «Believe»                         | 3:46     |  |
| 3.  | «This Is Not the End»             | 3:59     |  |
| 4.  | «Every Word Is a Knife in My Ear» | 3:35     |  |
| 5.  | «Bad Sun»                         | 4:02     |  |
| 6.  | «Time Won't Let Me Go»            | 4:11     |  |
| 7.  | «Tragedy Bound»                   | 2:22     |  |
| 8.  | «Fistful of Sand»                 | 3:10     |  |
| 9.  | «Angelina»                        | 3:11     |  |
| 10. | «Split Me Wide Open»              | 3:38     |  |
| 11. | «Above and Below»                 | 3:30     |  |
| 12. | «The Ocean»                       | 3:40     |  |

| Bonus Tracks |                    |          |  |
| N.º          | Título             | Duración |  |
| 12.          | «Rat in the Walls» |          |  |
| 13.          | «Faces»            | 2:56     |  |
| 14.          | «Who Left Me Out?» | 2:33     |  |
| 15.          | «Sorrow»           | 2:25     |  |

| Bonus Tracks iTunes |                    |          |  |
| N.º                 | Título             | Duración |  |
| 13.                 | «The Dandy (Rock)» | 3:33     |  |

| Versión de Smashing Pumpkins |          |          |  |
| N.º                          | Título   | Duración |  |
| 13.                          | «Rocket» | 4:07     |  |

| Versión de Lou Reed |                     |          |  |
| N.º                 | Título              | Duración |  |
| 13.                 | «Satellite of Love» |          |  |

| N.º | Título   | Duración |  |
| 13. | «Shapes» |          |  |